# Melchior Zumbühl
Melchior Zumbühl (voller Name: Melchior Josef Zumbühl) (* 22. März 1829 in Wolfenschiessen; † 23. Juni 1879 in Bern) war ein Schweizer Politiker. Von 1874 bis 1877 und erneut 1879 gehörte er als Vertreter der Konservativen dem Regierungsrat des Kantons Nidwalden an.

## Leben
Melchior Zumbühl wurde als Sohn des Ratsherrs Melch(ior) Zumbühl und der Josefa Odermatt geboren. Er wuchs in Wolfenschiessen auf. 
Auf Gemeindeebene war Melchior Zumbühl 1862 bis 1868 Mitglied des Gemeinderats, ab 1862 Mitglied des Vermittlungsgerichts und bis zu seinem Tod 1879 Mitglied des Kirchenrats. 
Seine politische Laufbahn auf kantonaler Ebene begann 1862 als Ratsherr im Kantonsparlament. Zwischen 1877 und 1879 war er erneut Mitglied des Landrats. Ebenfalls 1862 wurde Zumbühl Ersatzmitglied (später Mitglied) der Anschlagskommission. Im Jahr 1868 wurde er bis 1874 Aawasservogt ob der Mauer und Mitglied der Güterschatzungskommission. Das Volk wählte ihn an der Landsgemeinde 1874 in den Regierungsrat. Er übernahm in der Nidwaldner Regierung bis 1877 das Amt als Bauherr. Gleichzeitig wurde Melchior Zumbühl Präsident der Strassenkommission. Im Jahr 1876 wurde Zumbühl in den Verfassungsrat gewählt. Zudem wurde er 1877 Mitglied des Kantonsgerichts und Kriminalgerichts sowie erneut Aawasservogt und Mitglied der Güterschatzungskommission. 1879 wurde Zumbühl trotz seiner angeschlagenen Gesundheit erneut in die Regierung gewählt. Er verstarb nach kurzer Amtszeit im Amt.
Melchior Zumbühl heiratete am 26. Mai 1862 in Wolfenschiessen Katharina Odermatt. Seine Ehefrau starb jung im Jahr 1863. Er vermählte sich am 20. November 1865 mit Marie Odermatt. Aus dieser Ehe stammen zehn Kinder (je fünf Söhne und Töchter). Vier Söhne und zwei Töchter starben im Kindesalter. Sein einziger überlebender Sohn Josef wurde Oberrichter des Kantons Nidwalden. 

## Quelle
- Neues Stammbuch. Band XI, Zumbühl II, 23 (5) (Seite 16).